# Dolichurella viridimicans
Dolichurella viridimicans är en fjärilsart som beskrevs av Diakonoff 1983. Dolichurella viridimicans ingår i släktet Dolichurella och familjen vecklare. Inga underarter finns listade i Catalogue of Life.